# 5783 Кумагая
5783 Кумагая (5783 Kumagaya) — астероїд головного поясу, відкритий 5 лютого 1991 року.
Тіссеранів параметр щодо Юпітера — 3,619.